# Sulzberg, Vorarlberg
Sulzberg är en ort och kommun i distriktet Bregenz i förbundslandet Vorarlberg i Österrike. I norr gränsar kommunen till Tyskland.
Kommunen består av två orter (Ortschaften) (inom parentes invånarantal 1 januari 2024):
- Sulzberg (1 487)
- Thal (395)